# ツヨシエトワール
ツヨシエトワール（tsuyoci etoiles、1976年 - ）は、京都生まれのファッションデザイナー、DJ、日本のファッションブランド。
ナショナルスタンダードを経てマルコマルカ バイ ユリ アンド チカの中心メンバーとしてブランド設立、東京コレクションデビュー。脱退後はリツコシラハマ、コムサ・デ・モード・メンでのクリエイションに携わった後、2005年自身のブランド設立。2006年期待の新人として、ファッション誌『装苑』にジョンローレンスサリバンと共に取り上げられる他rooms９出展。
また現在、取り扱い店舗は少ないが、メンズノンノやアンアンといったメジャー雑誌での露出も高く、ファッションの目利きからも近年評価が上がっている。
デザインの特徴はポップでフェミニンな要素を持つ完成度の高いメンズウェアで、『大人の為の子供服』をコンセプトとする、遊び心のある大人の為のスタイルと独特な世界観から、
ヨーロッパやアジアでも、一部のジャーナリスト、バイヤーからも、パリのギャスパーユルキエビッチやブラジルのヘルコビッチ　アレクサンドレといった海外ブランドとも比較される事が多い。
その後、タレントやアーティストの衣装を手掛け、atoやG.V.G.Vのコレクションにも参加する。
またツヨシエトワールはクラブDJとしてもそのエキゾチックな風貌とセンスの良い選曲で、都内クラブ、ファッションパーティーでの活動を行っている。